# Suchitán
El Suchitán és un estratovolcà de Guatemala. Es troba al municipi de Santa Catarina Mita, al departament de Jutiapa, al sud-est del país. El seu cim s'eleva fins als 2.042 msnm. El volcà està compost majoritàriament d'andesita i s'estén en direcció nord-sud. Els seus vessants presenten profundes gorges. Un con paràsit anomenat Cerro Mataltepe es troba al vessant nord. En aquest mateix vessant nord hi ha dos cons paràsits més petits. Dues colades de lava basàltica de l'Holocè es troben als vessants nord i nord-oest. Es creu que la darrera erupció va tenir lloc el 1469.